# Periodonci
El periodonci són els teixits que envolten i suporten les dents, constituïts per la geniva, el cement dentari, el lligament periodontal i l'os alveolar. El periodonci és una unitat biofuncional que forma part del sistema masticatori o estomatognàtic.
L'etimologia del terme procedeix del grec peri, que significa «al voltant de», i  'odonto ', «dent».
La periodòncia és l'especialitat odontològica que estudia el periodonci. Un altre nom antic per a aquesta especialitat és "parodoncia". Procedeix del grec per, que significa «al costat de», i odonto, «dent». El nom contemporani per a aquesta especialitat de l'odontologia és periodontologia.

## Teixits components del periodonci
- Geniva
- Lligament periodontal
- Os alveolar

A la geniva s'agrupen teixits especialitzats, com l'epiteli i teixit connectiu. La geniva està coberta per un epiteli escatós estratificat queratinitzat, en el solc gingival es forma una adherència per l'epiteli d'unió (hemidesmosomes) i la làmina basal lúcida i densa o simplement anomenada membrana basal. El teixit connectiu dens de la geniva és principalment de tipus col·lagen, anomenat també làmina pròpia. El lligament periodontal amb feixos de fibres que s'insereixen al cement, el cement dentari que cobreix la porció radicular i l'os alveolar que permet la inserció de fibres principals del lligament periodontal.